# 야나세가와역
야나세가와역(일본어: 柳瀬川駅, やなせがわえき)은 일본 사이타마현 시키시에 있는 도부 철도 도조 본선 역이다. 역 번호는 TJ 15이다.

## 역사
- 1979년 11월 8일: 영업 개시.

## 역 구조
섬식 승강장 1면 2선의 지상역이다. 고가역은 아니지만 토제 상에 선로가 부설되어 있어 승강장은 역사에서 계단을 올라간 곳에 있고 역사가 승강장 밑에 있다.
승강장과 개찰구 사이는 에스컬레이터 계단에서 연결되고, 2011년 3월 승강장과 개찰구를 연결하는 엘리베이터와 다기능 화장실이 설치되었다.

### 승강장
| 번호 | 노선    | 방향 | 행선 |
| ---- | ------- | ---- | --- |
| 1    | 도조 선 | 하행 | 가와고에・사카도・신린코엔・오가와마치 방면 |
| 2    | 도조 선 | 상행 | 아사카다이・와코시・이케부쿠로 방면 유라쿠초 선 신키바・ 도쿄 지하철 후쿠토신 선 시부야・ 도큐 도요코 선 요코하마・ 미나토미라이 선 모토마치·주카가이 방면 |

- 2016년 3월 26일 다이어 개정 이후, 낮 시간대에 후쿠토신 선을 발착하는 열차는 당역에 정차하지 않게 되므로 당역과 후쿠토신 선 방면을 오가는 경우는에 와코시 역 등에서 환승이 필요하다.

## 역 주변
역 북쪽 바로 집에 역명의 유래가 된 야나세 강이 흐르고 있다. 봄에는 둑에 심고 있는 벚꽃이 피고 가판 등을 차려 많은 꽃놀이꾼으로 성황하고, 연선의 명소다.
역 서쪽 출입구에는 시키 뉴타운 아파트 단지, 그 앞에 도시 재생 기구(UR) 니자 단지가 확산되면서 베드 타운의 양상을 보이고 있다. 택시 승강장, 시키 시 관공서 야나세가와 역전 출장소, 시키 시립 야나세 강 도서관, 시키 시민 체육관, 아사카 경찰서 야나세 강 역전 파출소, 야나세 강 역전 우체국, 시키타테 우체국, 미쓰이스미토모 은행 시키 뉴타운 지점 등이 있다.
역 동쪽 출구는 주택가가 확산되어 있다.
야나세 강을 시키 시청 쪽으로 향하면 강에서 조금 벗어나지만, 시키 시립 제3 초등학교 근처에 시키 시 지정 문화재가 세계에서 하나뿐인 신종으로 알려진 벚꽃이 있다.
야나세 강이 북쪽에는 국도 제463호선이 다니고 있다.

## 사진

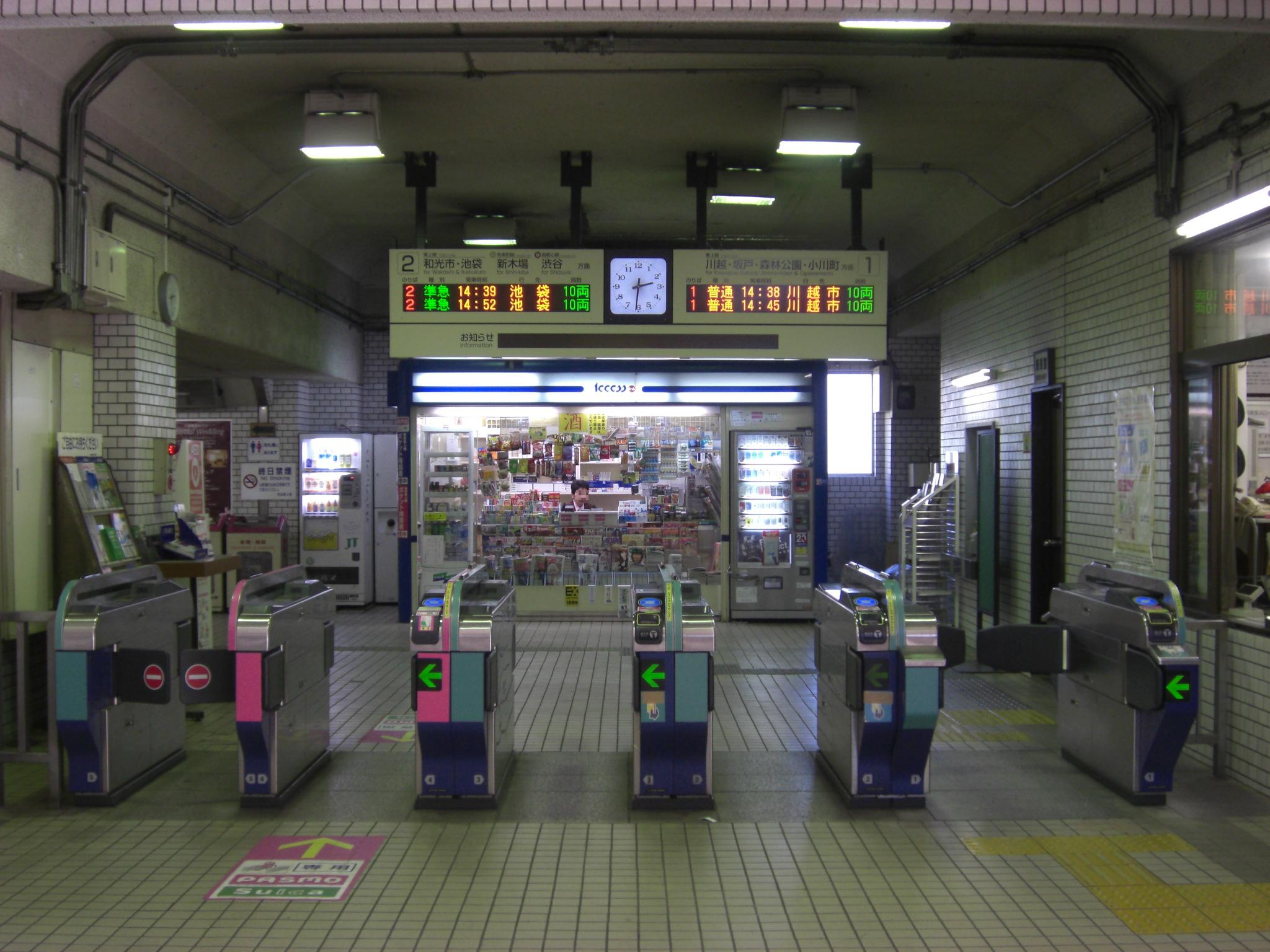
개찰구

## 인접역
| 도부 철도 도조 본선        | 도부 철도 도조 본선 | 도부 철도 도조 본선          |
| -------------------------- | ------------------- | ---------------------------- |
| TJ 14 시키 이케부쿠로 방면 | ■ 준급 □ 보통       | 미즈호다이 TJ 16 요리이 방면 |